# Emma McClarkin
Emma McClarkin (født 9. oktober 1978) er siden 2009 britisk medlem af Europa-Parlamentet, valgt for Konservative Parti (UK) (indgår i parlamentsgruppen ECR).